# Пайн Тауншип (округ Колумбія, Пенсільванія)
Пайн Тауншип (англ. Pine Township) — селище (англ. township) в США, в окрузі Колумбія штату Пенсільванія. Населення — 1011 особа (2020).

## Демографія
Згідно з переписом 2010 року, у селищі мешкало 1046 осіб у 433 домогосподарствах у складі 307 родин. Було 511 помешкання
Расовий склад населення:
| - 98,9 % — білих - 0,2 % — азіатів |

До двох чи більше рас належало 1,0 %. Частка іспаномовних становила 1,0 % від усіх жителів.
За віковим діапазоном населення розподілялося таким чином: 20,3 % — особи молодші 18 років, 64,3 % — особи у віці 18—64 років, 15,4 % — особи у віці 65 років та старші. Медіана віку мешканця становила 46,2 року. На 100 осіб жіночої статі у селищі припадало 101,9 чоловіків;  на 100 жінок у віці від 18 років та старших — 101,0 чоловіків також старших 18 років.
Середній дохід на одне домашнє господарство  становив 66 739 доларів США (медіана — 49 107), а середній дохід на одну сім'ю — 68 274 долари (медіана — 51 528). Медіана доходів становила 51 932 долари для чоловіків та 31 591 долар для жінок. За межею бідності перебувало 3,6 % осіб, у тому числі 3,9 % дітей у віці до 18 років та 5,7 % осіб у віці 65 років та старших.
Цивільне працевлаштоване населення становило 429 осіб. Основні галузі зайнятості: освіта, охорона здоров'я та соціальна допомога — 28,7 %, виробництво — 17,9 %, мистецтво, розваги та відпочинок — 9,8 %, роздрібна торгівля — 7,7 %.